# Зло не має влади
«Зло не має влади» (оригінальна назва — рос. У зла нет власти) — роман українських письменників Марини та Сергія Дяченків; опублікований  у видавництві «Эксмо» 2008 року. Це третя книга циклу «Ключ від Королівства».

## Опис книги

### Україна
І магічні формули, і маги-королі, і навіть вірні друзі часом виявляються безсилими — ні, не перед жорстокими чарами, а перед звичайною буденністю й забуттям. І тоді приходить Сарана — жахлива стонога і сторука навала змітає й витоптує все на своєму шляху, і не має від неї порятунку, і ніщо її не зупинить... Королівство, котре забуло свого короля, приречене на загибель і запустіння. «Зло не має влади» — лише слова...
Ти теж так вважаєш?

### Росія
У зла немає влади — навіть якщо здається, що все пропало і зло торжествує. Королівство осаджує Сарана — кочівники верхи на чудовиськах; некромант сходить на чорний трон, і у Лєни Лапіної є всього три дні, щоб відвернути катастрофу.
Новий роман Марини і Сергія ДЯченків, що продовжує вже відому читачу книгу «Маг дороги», закінчує трилогію «Ключ від Королівства», є, тим не менш, саммостійною книгою.

## Нагороди[3]
- 2009 — фестиваль «Звёздный Мост», премія Найкращий цикл, серіал і роман з продовженням (2-ге місце, «Срібний Кадуцей»)

## Видання[3]
- 2008 рік — видавництво «Зелений пес». (укр.)
- 2008 рік — видавництво «Эксмо». (рос.)
- 2009 рік — видавництво «Эксмо». (рос.)
- 2010 рік — видавництво «Эксмо». (рос.)

## Український переклад
Українською мовою був перекладений і опублікований 2008 року видавництвом «Зелений пес». Український переклад було повторно перевидано в тому ж виданні у 2011 році.